# Gayageum
Le gayageum (en coréen hangeul : 가야금, hanja : 伽倻琴, romanisation révisée : gayageum), parfois également transcrit kayagum, kayakeum, kayago est un instrument de musique traditionnel de Corée de la famille des cithares, en bois de paulownia, comportant originellement douze cordes de soie. Cet instrument peut se jouer en solo ou en orchestre de chambre de quelques personnes et est utilisé dans différents styles de musique.
Les plus anciennes traces remontent au VIe siècle, époque où les moines chinois chan ont apporté le bouddhisme, l'écriture et une partie de la culture chinoise en Corée. C'est probablement le plus connu des instruments de musique coréens. Son usage a été développé par Ureuk, musicien à la cour de Gaya (hanja : 伽倻 d'où il tire son nom). C'est un proche cousin du guzheng chinois, du koto japonais, du đàn tranh vietnamien, du yatga mongol, du kacapi soundanais ou encore du zhetygen kazakh.

## Facture

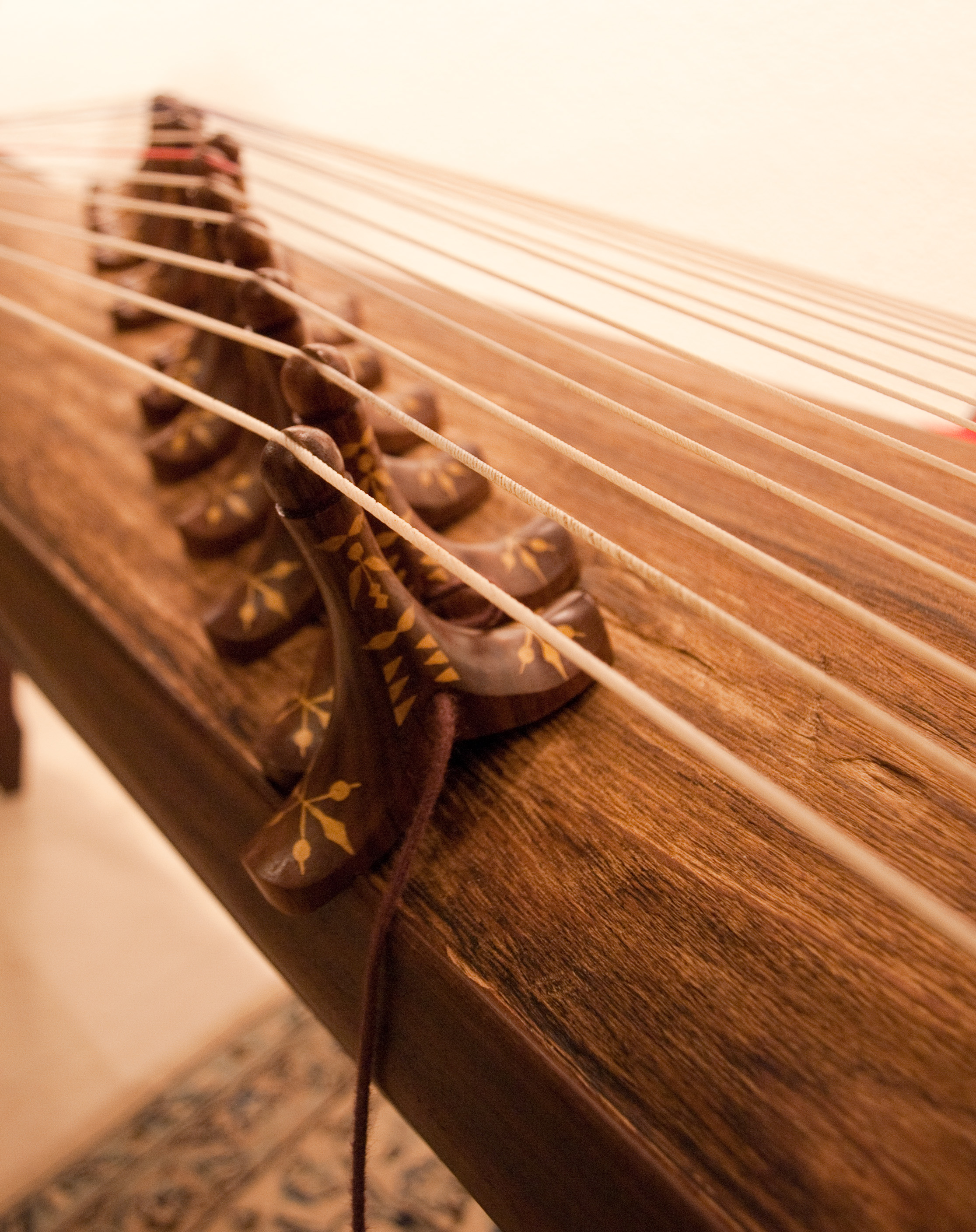
Chevalets mobiles.

Il en existe plusieurs variétés, adaptées à différents types de musique : la plus ancienne (jeongak) ne comporte pas de caisse de résonance.
La table en paulownia mesure sur le type jeongak 160 cm de long et 30 cm de large. Les éclisses sont parfois en noyer. 
Les types jeongak et sanjo disposent de 12 cordes de soie, mais les instruments récents peuvent avoir jusqu'à 25 cordes en nylon, passant sur de hauts chevalets mobiles qu'il est possible de déplacer pour modifier l'accord de chaque corde. 

## Jeu

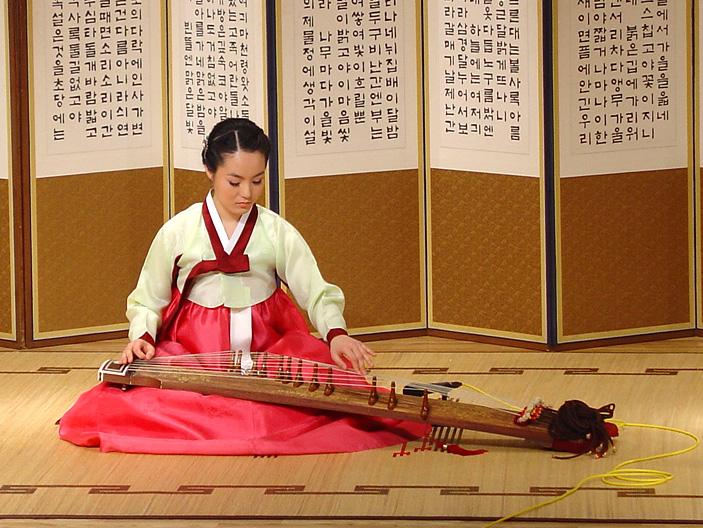
Une musicienne jouant du gayageum à 12 cordes.

Il se joue assis par terre, l'un des côtés de l'instrument posé sur les jambes du joueur et l'autre au sol. Une main pince les cordes avec les doigts pour faire vibrer la corde, tandis que les doigts de l'autre main appuient sur les cordes afin d'obtenir la hauteur de son désirée.

## Musique
Le gayageum est utilisé dans le sanjo (散調/산조), style de suite pour instrument, accompagné par le janggu (장구, percussion), dont les origines sont le sinawi (시나위, improvisation musicale chamanique), le pansori (판소리, opéra à un acteur), et le pungnyu (풍류, musique de chambre aristocratique).